# Krishnaier Subramanyam
Krishnaier Subramanyam (1915 - 1980) fue un botánico, y profesor de la India, que trabajó extensamente en el "Departamento de Botánica", del "Centro de Estudios Taxonómicos", del St. Joseph College, en Bangalore.

## Publicaciones

### Libros
- Flora of Chikmagalur District, Karnataka, Yoganarasimhan, s.n.; krishnaier Subramanyam, basheer ahmed Razi. 1981. India. Ed. International Book Distributors. 407 pp.

- Materials for the flora of Bhutan. Volumen 20, Nº 2 de Records. Ed, krishnaier Subramanyam, 1973. Botanical Survey of India. 278 pp.

- Aquatic angiosperms: a systematic account of common Indian aquatic angiosperms Nº 3 de Botanical monograph. krishnaier Subramanyam, 1962. 190 pp.

- Morphological studies in some species of Sedum. Ed., 1955.  Cornell Univ. 310 pp.

- Foliar Sclereids in Some Species of Memecylon L. De T. A. Rao, Krishnaier Subramanyam · 1949
- Conservation of Rare Plants - a Timely Awakening. Krishnaier Subramanyam, Subodh K. Jain · 1972
- Chromsome Numbers in Certain Indian Species of Utricularia L. (Lentibulariaceae).  De Krishnaier Subramanyam · 1968

## Honores

### Epónimos
- (Euphorbiaceae) Mallotus subramanyamii J.L.Ellis[1]
- (Lentibulariaceae) Utricularia subramanyamii Janarth. & A.N.Henry[2]
- (Vitaceae) Cissus subramanyamii B.V.Shetty & P.Singh[3]
- (Zygophyllaceae) Tribulus subramanyamii P.Singh, G.S.Giri & V.Singh[4]

- La abreviatura «Subr.» se emplea para indicar a Krishnaier Subramanyam como autoridad en la descripción y clasificación científica de los vegetales.[5]